# Rosa Zafferani
Rosa Zafferani (née le 16 août 1960 à Jersey City, États-Unis) est une femme politique saint-marinaise.

## Biographie
Rosa Zafferani fut du 1er avril 2008 au 1er octobre 2008, Capitaine-régent (chef d'État) de Saint-Marin, conjointement avec Federico Pedini Amati. 
Elle a déjà occupé ce poste d'avril à octobre 1999.
Zafferani est, en outre, secrétaire d'État à la Santé, à l'Éducation et à l'Intérieur.
Elle est membre du Parti démocrate-chrétien.